# Municipio de Leet
El municipio de Leet (en inglés: Leet Township) es un municipio ubicado en el condado de Allegheny en el estado estadounidense de Pensilvania. En el año 2020 tenía una población de 1624 habitantes y una densidad poblacional de 396.1 personas por km².

## Geografía
El municipio de Leet se encuentra ubicado en las coordenadas 40°34′24″N 80°12′35″O / 40.5733, -80.2098.

## Demografía
Según la Oficina del Censo en 2000 los ingresos medios por hogar en la localidad eran de $54 432 y los ingresos medios por familia eran $62 292. Los hombres tenían unos ingresos medios de $46 635 frente a los $28 676 para las mujeres. La renta per cápita para la localidad era de $26 415. Alrededor del 3.8% de la población estaban por debajo del umbral de pobreza.